# Камаре сир Ег
Камаре сир Ег (фр. Camaret-sur-Aigues) је насељено место у Француској у региону Прованса-Алпи-Азурна обала, у департману Воклиз.
По подацима из 2011. године у општини је живело 4596 становника, а густина насељености је износила 262,18 становника/km².

## Демографија
| 1962. | 1968. | 1975. | 1982. | 1990. | 2011. |
| ----- | ----- | ----- | ----- | ----- | ----- |
| 1.794 | 1.955 | 2.255 | 2.468 | 311   | 4.596 |